# Myophonus
Myophonus är ett av två släkten visseltrastar i familjen flugsnappare inom ordningen tättingar. Släktet placerades tidigare med trastar i Turdidae, men DNA-studier visar att arterna är trastlika flugsnappare närmast blåpannad visseltrast (Cinclidium frontale), klyvstjärtar och Tarsiger. Myophonus omfattar nio arter som förekommer från Centralasien till Bali:
- Ceylonvisseltrast (M. blighi)
- Glansvisseltrast (M. melanurus)
- Javavisseltrast (M. glaucinus)
- Kastanjevisseltrast (M. castaneus)
- Borneovisseltrast (M. borneensis)
- Malackavisseltrast (M. robinsoni)
- Ghatsvisseltrast (M. horsfieldii)
- Taiwanvisseltrast (M. insularis)
- Blå visseltrast (M. caeruleus)